# Anina Ciuciu
Anina Ciuciu (Craiova, januari 1990) is een Franse auteur van Roma afkomst.

## Biografie
Ciuciu is in 1990 geboren in Craiova in een wijk die voor Roma bestemd was. De familie reisde niet van de ene bestemming naar de andere.
Haar vader was boekhouder en haar moeder verzorgster in de zorg. Toen ze zeven jaar was, besloot haar vader naar Frankrijk te emigreren.
Een smokkelaar liet hen achter in een voorstad van Rome, in een kamp met 800 andere Roma. Om te overleven, bedelde zij met haar moeder en haar zussen. Vervolgens reisde de familie naar Frankrijk en streek neer in Bourg-en-Bresse. Met de hulp van twee vrouwen vonden ze woning en konden Ciuciu en haar zussen voortaan naar school, waar ze Frans leerden. Na een periode clandestien geleefd te hebben als vluchteling, vonden haar ouders werk en kregen ze een verblijfsvergunning.
In juli 2012 werd CiuCiu toegelaten tot een master rechten aan de Sorbonne universiteit in Parijs met een studiebeurs. Frederic Veille, een journalist van RTL die verscheidene succesvolle biografieën op zijn naam heeft staan, wist haar te overtuigen een boek te schijven over haar leven. Ze verscheen op tv, radio en krant waarbij ze telkens bevestigde dat ze tegelijkertijd zich Roma voelde en een in de Franse samenleving  geïntegreerde burger.
Zij zet zich in om vooroordelen over de gemeenschap waarvan ze afkomstig is in de publieke opinie te ontkrachten. Tijdens de zomer van 2013, vijftien jaar nadat ze in Frankrijk gesettled was, werd haar vraag om naturalisatie geaccepteerd. In september 2013 heeft Antoine de Caunes haar laten debatteren met parlementslid Éric Ciotti op het Grand Journal.
Op 3 april 2014 kreeg Ciuciu een eervolle vermelding over de problematiek van de Roma uit handen van de Roemeense premier Victor Ponta.